# 前田美幸
前田 美幸（まえだ みゆき、1980年2月12日 - ）は、日本の元女子プロレスラー。身長176cm、体重65kg。東京都府中市出身。アルシオンならびにDDTプロレスリングに所属していた。本名ならびにリングネーム美幸 涼（みゆき りょう）としての活動で知られる。白系ロシア人とのクォーター。川越市立川越高等学校卒業。

## 来歴
1999年10月19日のアジャ・コング対下田美馬・三田英津子のハンディキャップマッチを見てプロレスラーになる事を決意しアルシオンに入門。練習生時代から長身を活かしてファッションショーに出演するなど、早くから注目を集めていた。
2001年1月5日の後楽園ホール大会のセミファイナルで、前田改め美幸涼はアジャをパートナーに下田・三田組と対戦という破格のデビュー戦を行う。大流血に見舞われながらもデスバレーボムの変形技である「モリガンズ・ボム」を出すなど奮闘し、大型新人の期待に違わぬ試合ぶりを見せたが、その期待はわずか1か月で裏切られる。
2月に入り無断欠場を続けた美幸は、2月12日の後楽園ホール大会に私服姿で現れ、大向美智子相手にあっさり敗れたあと突然「アルシオンは辞めてもプロレスは辞めない」と退団を宣言する（この直後にアジャもプロデューサーを辞任し退団する）。その後、4月29日のGAEA JAPAN川崎市体育館大会に本名で登場し長与千種と第0試合で対戦したのを最後に表舞台から姿を消す。
夏頃からDDTの会場で設営などをした後、2002年1月からマネージャーとしてリング復帰、同年7月の「第3回KO-Dタッグリーグ戦」からレスラーとして現役復帰した。男子レスラーと遜色ない体格で今度こそ大成が期待されたが、アルシオン時代から抱えていた腰椎ヘルニアおよび第四番腰椎変形が2003年6月の試合で悪化し現役続行を断念。11月12日に渋谷club ATOMで行われた引退セレモニーではDDT所属選手と共に元アルシオン勢も参加。最後にアジャにグローブを手渡され号泣した。引退後、一時期タレントに転身した藤田愛のマネージャーを務めていた。
その後の消息は不明であったが2012年5月、DDT札幌大会に来場していたことがロッシー小川（元アルシオン社長、当時スターダム（当日昼同所で開催）社長）のTwitterにより報告された。
2021年には、同期である山縣優と久しぶりに再会し(最後に会ったのは二人とも記憶が定かでない)、対談した模様が、山縣のYouTubeチャンネルで公開された。

## 得意技
- モリガンズ・ボム
- フライング・ニールキック

## 入場テーマ曲
- 「チャーリーズ・エンジェル2000」（アポロ・フォー・フォーティ）